# Need for Speed III: Hot Pursuit
Need for Speed III: Hot Pursuit — відеогра у жанрі перегони з серії Need for Speed.

## Автомобілі в грі

### Громадянські автомобілі
- Aston Martin DB7
- Chevrolet Corvette
- Ferrari 355 F1 Spyder
- Ferrari 550 Maranello
- ItalDesign Scighera
- Jaguar XK8
- Lamborghini Countach
- Lamborghini Diablo SV
- Mercedes-Benz SL600

Бонусні авто
- El Nino
- Jaguar XJR-15
- Mercedes-Benz CLK-GTR

### Поліцейські автомобілі
Як поліційні автомобілі представлені модифіковані версії таких автомобілів:
- Chevrolet Corvette
- Lamborghini Diablo SV (бонусне авто)
- El Nino (бонусне авто)

## Траси
- Hometown (укр. Рідне місто)
- Redrock Ridge (укр. Кам'яне пасмо)
- Atlantica (укр. Атлантика)
- Rocky Mountains/Rocky Pass (укр. Скелястий перевал)
- Country Woods (укр. Міські ліси)
- Lost Canyons (укр. Закинуті каньйони)
- Aquatica (укр. Акватика (аквапарк))
- Summit (укр. Вершина)
- Empire City (укр. Імперське місто (перифраз Нью-Йорка); бонусна)

Перші вісім трас відповідно схожі, друга четвірка є трохи ускладненим варіантом першої, тобто траса «Міські ліси» створена на основі траси «Рідне місто», траса «Закинуті каньйони» — на основі «Кам'яне пасмо», траса «Акватика» — траси «Атлантика», а траса «Вершина» — на основі траси «Скелястий перевал». Траса Empire City є бонусною і відкривається лише після проходження нокауту.
Деякі траси приховані і викликаються лише чит-кодами. Ці траси з'являються лише у версії для PlayStation. Це:
- The Room (укр. Кімната) — траса з іграшковими авто
- Caverns (укр. Печера) — підземна траса
- AutoCross — траса в каньйоні
- SpaceRace — космічна станція
- Scorpio-7 — підводна станція

## Геймплей
Ця гра є абсолютно нелінійною. Можна проходити її, отримуючи додаткові бонуси, а можна просто кататися. Гравцю доступно чотири види ігор: індивідуальна гра, переслідування (гаряча погоня — hot pursuit), нокаут і турнір. Те ж саме доступно для двох гравців у режимі hot-seat.

### Індивідуальна гра
Це вільна гра без жодних правил. Тут можна налаштовувати будь-які параметри: власне авто, його колір і характеристики, наявність суперника та його авто, трасу, по якій їздити, наявність віддзеркалення траси, погоди, нічного часу та напрям руху, наявність трафіку, допомоги при керуванні авто (наприклад, звукове супроводження поворотів, найкраще місце на трасі, щоб їхати).

### Гаряче переслідування
В цьому режимі також доступні всі налаштування, як і в попередньому. Тут можливі два варіанти: або гравець утікає від поліціянтів, або гравець-поліціянт ловить інші машини. В першому варіанті гравець має проїхати визначену ним кількість кругів без арешту (арешт — це коли поліціянти затримали гравця {\displaystyle n+1} раз, де {\displaystyle n} — кількість кругів) і першим. Якщо гравця не заарештовано, але суперник приїхав раніше, рейс не зараховується. У другому варіанті гравець має заарештувати 6 машин (тут для арешту достатньо одного затримання) за певну кількість кругів. Якщо гравець виграє всі (включаючи Empire City) траси як гонщик, так і поліціянт, він отримує два бонусні авто (одне за всі траси гонщиком і одне за всі траси поліціянтом). Тобто для отримання цього бонуса треба спочатку пройти нокаут і відкрити трасу. 

Якщо грають два гравці, в цьому режимі вони можуть або бути вдвох поліціянтами (кожен повинен впіймати трьох порушників — і саме так, {\displaystyle 4:2,5:1,6:0} тощо не зараховуються), або вдвох порушниками, або один з гравців буде поліціянтом, а інший — порушником. У третьому випадку бонус траси зараховується залежно від того, хто виграв рейс.

### Нокаут
В цьому режимі обмежене налаштовування. Можна обрати лише клас автівок (A, B чи C — за якістю) і автомобіль у межах класу. Нокаут являє собою перегони на семи трасах (нокаут новачка: 4 легкі траси, дві з чотирьох складних (вибір випадковий) та Empire City; нокаут експерта: 2 легкі траси з чотирьох, чотири складних та Empire City; також на картах присутні певні додаткові налаштування, що ускладнюють гру: наявність віддзеркалення/рух назад/атмосферні явища/темна траса) по два круги на кожній. Беруть участь 8 машин, і після кожної гонки машина, яка приїхала останньою, залишає нокаут. Нокаут виграно тільки в разі першості на останній трасі. За нокаут новачка бонус — нова траса, а за нокаут експерта — нова траса і нове авто. 

Якщо нокакут проходять два гравці, й одного з них дискваліфіковано, цей гравець наступні траси їздитиме вантажівкою.

### Турнір
В цьому режимі теж обмежене налаштовування, як і в нокауті. Турнір являє собою перегони на восьми трасах (перші вісім, без Empire City) по чотири круги на кожній. Беруть участь 8 машин, жодна не вибуває. За кожне місце, яке машина займе наприкінці заїзду, вона отримує певну сталу кількість очок. Виграє турнір той, хто після восьмої траси матиме найбільше очок. Бонуси як за турнір новачка, так і за турнір експерта — нові автомобілі.

## Саундтрек

### Музика в перегонах
1. Little Sweaty Sow
2. Hydrus 606
3. Snorkeling Cactus Weasels
4. Cetus 808
5. Rear Flutterblast #19
6. Aquilla 303
7. Snow Bags
8. Knossos
9. Flimsy
10. Warped

### Музика в меню
1. Whacked
2. Romulus 3
3. Minotaur
4. Pi
5. Triton
6. Monster
7. Whipped